# گارد خانگی دانمارکی
گارد خانگی دانمارکی (دانمارکی: Hjemmeværnet) گارد ملی زیرمجموعه نیروهای دفاعی دانمارک است، که در سال ۱۹۴۹ تأسیس شد.